# Tlakové lití
Tlakové lití patří mezi způsoby přesného lití, při kterém se forma plní taveninou pod vysokým tlakem. Proto se také místo výrazu tlakové lití užívá výraz vysokotlaké lití.

## Druhy tlakového lití
- Tlakové lití pomocí stroje s teplou licí komorou (vertikální licí komora, horizontální licí komora)
- Tlakové lití pomocí stroje se studenou komorou (vertikální licí komora, horizontální licí komora)

## Historie tlakového lití
Lití pod tlakem vzniklo už v 18. století, užívané při výrobě tiskařských písmen. Jednalo se tehdy o lehce tavitelné slitiny (např. liteřina, slitina olova, cínu a antimonu). Ve strojírenství se tlakové lití začalo používat na přelomu 19. a 20. století, jednalo se o slitiny mědi (mosaz, bronz) a posléze o slitiny lehkých kovů. Ve strojírenství se nejdříve používalo lití pomocí stroje s teplou komorou. V Československu se začala užívat metoda tlakového lití pomocí studené komory počátkem dvacátých let 20. století. Průkopníkem této metody byl pražský vynálezce a podnikatel Ing. Josef Polák (*?. – 17. 10. 1939). Byl synem Josefa Poláka, velkostatkáře, který změnil předmět svého podnikání na opravárenství a prodej opravených obráběcích strojů. Ing. Josef Polák mladší v této činnosti pokračoval, byla mu zdrojem jeho příjmů pro další činnost. Tou byl výzkum a vývoj strojů na tlakové lití. Původně byl zaměstnán u firmy Winter a Klepsch v Praze, a první pokusy s tlakovým litím kovů dělal od začátku dvacátých let 20. stol. Ing. Polák navrhl řešení, kdy byl kelímek s roztaveným kovem oddělen od stroje, a tavenina se vlévala do vertikální tlakové komory a stlačeným vzduchem se tlačila do dutiny formy. Vznikl tak systém tlakového lití Polák, který se rozšířil v letech 1928 až 1938 po celém světě. Československo se tak v těchto letech stalo vůdčí zemí v tlakovém lití. Měl zámečnickou dílnu v Praze-Libni na Balabence, kde své stroje na tlakové lití vyvíjel. V této dílně vzniklo v letech 1923–1924 první funkční zařízení tohoto typu, kdy byla mosaz vstřikována do formy vzduchem pod tlakem 15 atmosfér (podle jiného zdroje až 60 atmosfér). Zařízení sestávalo z pece vytápěné plynem s kelímkem pro až 50 kg materiálu.
Nyní vyvstává nejasnost, kde se do roku 1934 (kdy koupil tovární objekt v Praze Holešovicích) továrna Ing. Poláka nacházela, neboť již koncem dvacátých let musel mít větší provozovnu, než jen zámečnickou dílnu na Balabence. V té době již zaměstnával vysokoškolsky vzdělané odborníky (Ing. Willibald Venus od roku 1931, Ing. Rudolf Březina od roku 1931 prokurista firmy), a své stroje licí prodával i do zahraničí. Podle patentní přihlášky z roku 1922, Ing. Polák uvádí své působiště v Praze-Smíchově, a pramen uvádí Nebrichtovu továru v seznamu továren rovněž na Smíchově. Avšak jiné prameny uvádějí (koupě a stěhování až v roce 1934) Nebrichovu továrnu na pletiva v Holešovicích v Dělnické ul. č. 1061/63, kde stála do přestavby v roce 2019.
V oboru tlakového lití Ing. Polák získal řadu patentů, v ČSR patenty č. 13710 v roce 1924, č. 0030050 v roce 1929 (spoluautor Jindřich Talla, Kleneč), č. 31564 v roce 1930 (spoluautor Jindřich Talla, Kleneč), další patenty získal v Německu, v USA, v Británii, v Itálii, ve Švédsku.
Od roku 1929 spolupracoval s rakovnickou firmou Ing. J. Vltavský. Roku 1937 vyvinuli stroj pro tlakové lití, typ CLP 408/2. Jeho výrobu Ing. Polák svěřil továrně J. Vltavského, sám se pak věnoval dalšímu vývoji licích strojů, styku se zákazníky a prodeji. Při předvádění svých licích strojů na veletrhu v Lipsku v roce 1930, Ing. Polák vyvolal veliký zájem odborníků, a dále pak v roce 1931 na veletrhu v Miláně, kde předváděl svůj stroj pro tlakové lití mosazi.
Jak velkou osobností a úspěšným vynálezcem a podnikatelem Ing. Polák ve svém oboru byl, dokládají následující řádky.
V tlakovém lití (v porovnání s ostatním světem) v neobvyklých množstvích a oborech, jako radiotechnické a navigační přístroje, elektronika pro vybavení letadel, válečných lodí a armády, vyniklo Německo v letech 1935–1945. Užívalo tuto technologii v obrovském množství typů i počtu výrobků, a to i v případech, kdy se v jiných státech používalo lisování z plechu. Německé továrny pro účely elektroniky a radiotechniky vyvinuly neobvyklé a převratné prostorové uspořádání přístrojů – průkopníkem byla firma LORENZ A. G., postupně se přidávaly firmy Telefunken, AEG, Siemens, SABA, a další. Vytvářely tak výrobky mimořádné technologické úrovně a kvality provedení. Firmy vyrábějící pro uvedené použití odlitky (Nüral, Mahle a další), ve velké míře používaly stroje firmy Polak Praha, nebo jejich kopie. Dokumentuje to spis dvou amerických odborníků, zkoumajících strojní vybavení a technologie tlakového lití továren v poraženém Německu v roce 1945. V tom se ukazuje obrovský světový vliv invence a píle Ing. Josefa Poláka.
Ing. Josef Polák byl pro svůj židovský původ záhy po (německé) okupaci v 1939 vyhnán ze své firmy i ze svého domu v Praze Ořechovce. Z jeho rodiny (manželka, dva synové a dcera) přežil pouze jeho starší syn, který stačil včas odjet do Anglie, kde založil firmu na tlakové lití pod názvem Proma (Progress Maschienen). Ing. Josef Polák sice získal povolení k emigraci, avšak v noci 17. října (podle jiného pramene 4. října) 1939 v hotelu Ambassador v Praze, kde naposledy nocoval, zemřel, jen pár hodin před stanoveným odjezdem do emigrace. V Polákově továrně pak během války získal hlavní slovo Němec Ing. Willibald Venus, (10. 2. 1908 – 28. 03. 2002), který po studiu v Plzni a v Praze, do továrny nastoupil v roce 1931.
V roce 1945 byla Polákova továrna znárodněna.

## Význam tlakového lití
Tlakové lití je významná technologie výroby hliníkových odlitků a odlitků z litiny.

## Technologie tlakového lití
Principem výroby odlitků pomocí tlakového lití (například hliníkových odlitků), je vstřikování roztavené taveniny do dutiny kovové formy pod vysokým tlakem až 100 MPa. Technologie umožňuje vyrábět odlitky komplikovaných tvarů. Formy se kvůli mimořádným mechanickým a tepelným nárokům vyrábí z vysoko legované oceli Cr-Mo a tepelně se zpracují. Méně namáhané části například rám se vyrábí z méně ušlechtilých ocelí. Výrobní náklady se pohybují řádově ve statisících až milionech korun (orientační hodnota). Proto je vyžadována i vysoká životnost forem. U menších forem je životnost řádově 100 000 odlití a více. Maximální velikost odlitků je limitována maximální hmotností stroje a uzavírací silou stroje. Velké stroje mají uzavírací sílu kolem 40 MN. Podle konstrukce se stroje dělí na studenou a teplou komoru. Podle směru plnicího pístu mohou být stroje komoru usazenou vodorovně nebo svisle.
- Uzavírací síla stroje – je síla, kterou jsou svírány obě poloviny formy
- Licí komora – tavenina je hnána pístem licí komorou, která ústí do pracovní dutiny formy. Licí komora není součástí stroje, většinou si je slévárny (nástrojárny) vyrábějí samy či je kupují od dodavatelů. Hlavními parametry licí komory jsou průměr a délka komory a uzavírací síla.

## Licí cyklus
1. Uzavření licího stroje včetně případného zajetí (zasunutí) pohyblivých jader a namazání licího pístu.
2. Nadávkování potřebného množství taveniny do licí komory. Lisování (naplnění) dutiny tlakové licí formy taveninou.
3. Doba od ukončení lisování do otevření tlakové licí formy. V této době dochází ke ztuhnutí odlitku za působení tlaku.
4. Otevření tlakové licí formy včetně vyjetí případných pohyblivých jader.
5. Vyhození odlitku z tlakové licí formy a vyjmutí ze stroje.
6. Ošetření líce formy separační látkou a puštění dalšího licího cyklu.

## Výhody tlakového lití
- Lze vyrábět odlitky složitých tvarů i tenkostěnných odlitků.
- Vysoká přesnost odlitků (0,3–0,5 % odchylka).
- Vysoká kvalita povrchu a dobré mechanické vlastnosti.
- Vysoké využití roztaveného kovu.

## Nevýhody tlakového lití
- Vysoké náklady na zhotovení tlakové formy a pořízení stroje.
- Vnitřní porezita odlitků.